# Parafia św. Andrzeja Apostoła w Boruszynie
Parafia św. Andrzeja Apostoła w Boruszynie – parafia rzymskokatolicka znajdująca się w archidiecezji poznańskiej, dekanacie czarnkowskim.

## Miejsca kultu
- Kościół św. Andrzeja Apostoła w Boruszynie – kościół parafialny
- Kościół Matki Bożej Szkaplerznej w Tarnówku – kościół filialny